# سرخرگ مثانه‌ای زیرین
سرخرگ مثانه‌ای زیرین (انگلیسی: Inferior vesical artery) سرخرگی در ناحیه لگن خاصره است که به بخش پایینی مثانه خون‌رسانی می‌کند.

## ساختار
این سرخرگ یک شاخه (مستقیم یا غیر مستقیم) از تقسیم قدامی سرخرگ تهیگاهی درونی است. این سرخرگ اغلب به طور مشترک با سرخرگ راست‌روده‌ای میانی ایجاد می‌شود و در انتهای مثانه توزیع می‌شود. در مردان، خون پروستات و کیسه منی را نیز تأمین می‌کند. شاخه‌های پروستاتی آن با عروق مربوطه طرف مقابل ارتباط برقرار می‌کنند.

## جنسیت
برخی از منابع آن را تنها در مردان می‌دانند و سرخرگ واژینال را به عنوان ساختار همسان و معادل در زنان یاد می‌کنند.
متون دیگر آن را در مردان و زنان موجود و مشترک می‌دانند. در این زمینه، سرخرگ مثانه‌ای زیرین در زنان شاخه کوچکی از سرخرگ واژینال است.

## نگارخانه

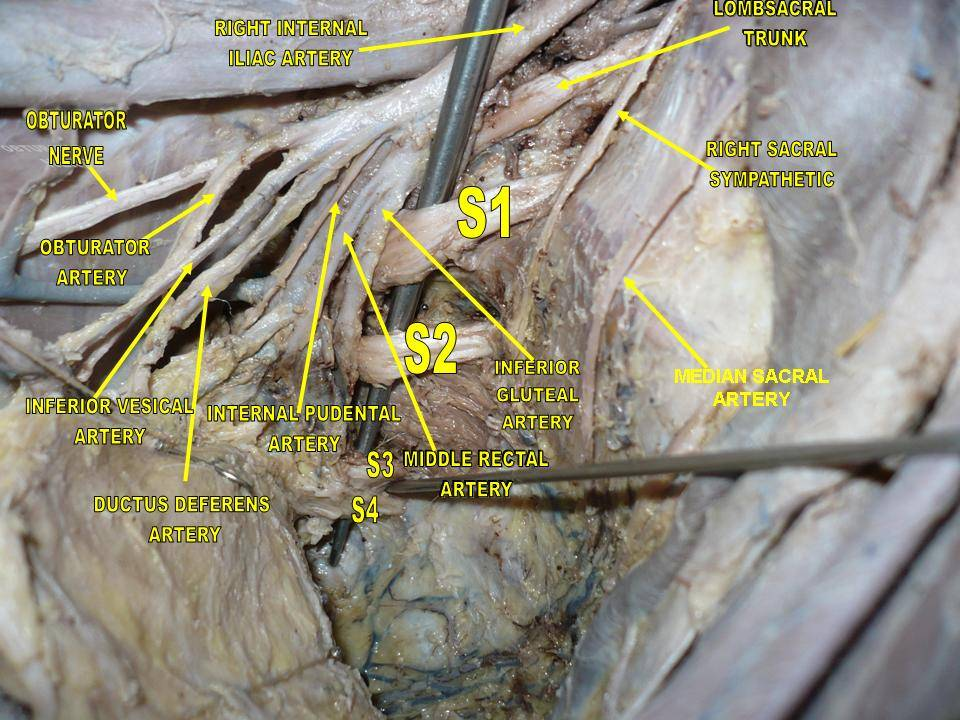
سرخرگ مثانه‌ای زیرین از نمای طرفی با برش عمیق